# Вышницы
Вышницы — деревня Артемьевского сельского округа Артемьевского сельского поселения Тутаевского района Ярославской области .
Деревня находится на юге сельского поселения, к юго-западу от Тутаева. Она расположена на возвышенности на удалении около 500 м от левого берега реки Медведка.  По левому берегу Медведки проходит дорога, которая на расстоянии около 1 км к юго-востоку выходит к деревне Парфенково, также стоящей на левом берегу Медведки. В противоположном северо-западном направлении эта дорога выходит к трём компактно расположенным деревням: Федорково, Саблуково и Панфилово, которые относятся к Константиновскому сельскому поселению. Между Вышницами и Федорково по заболоченной низине протекает ручей Камешник, левый приток Медведки .
Деревня Вышницы указана на плане Генерального межевания Борисоглебского уезда 1792 года. В 1825 Борисоглебский уезд был объединён с Романовским уездом. По сведениям 1859 года деревня относилась к Романово-Борисоглебскому уезду .
На 1 января 2007 года в деревне Вышницы числилось 8 постоянных жителей . По карте 1975 г. в деревне жило 16 человек. Почтовое отделение, находящееся в городе Тутаев, обслуживает в деревне Вышницы 14 домов на Дорожной улице .